# 伍智梅
伍智梅（1898年—1956年11月12日），广东台山斗洞斗山鄉人。中国政治人物。伍汉持之女。

## 生平[1][2][3]
早年留学美国芝加哥大学医学院。回国后在广州创办伍汉持医院（中山大学附属肿瘤医院前身）。曾任广州市育婴院院长、广州图书馆馆长。1938年被选为国民参政员。1945年被选为国民党第六届中央候补执行委员，1948年當選廣州市選區立法委員，后跟随民国迁台，1956年逝世。有兄弟伍伯良、伍伯就、伍伯胜。
- 夏葛醫科大學畢業
- 美國芝加哥大學醫學院研究
- 廣州市政府派赴美國考察公共衛生
- 中國國民黨廣州特別市黨部執委、首屆婦女部長
- 中國國民黨廣東省黨部委員
- 中國國民黨中央黨部執委
- 廣州市參事
- 高級助產學校代校長
- 國民參政員
- 制憲國民大會代表
- 民國八年發起組織廣東女界聯合會，聯絡婦女，要求男女教育平等、職業平等，又婦女應服務社會，該會向 孫總理非常國會廣東省議會請願參政及教育與職業平等圖強，籌建廣州市中山圖書館及伍漢持紀念醫院與研究公共衛生事業